# Artediellina antilope
Artediellina antilope és una espècie de peix pertanyent a la família dels còtids i l'única del gènere Artediellina.

## Hàbitat
És un peix marí i batidemersal que viu entre 300 i 615 m de fondària.

## Distribució geogràfica
Es troba al mar d'Okhotsk.

## Observacions
És inofensiu per als humans.